# تأذي سنخي منتشر

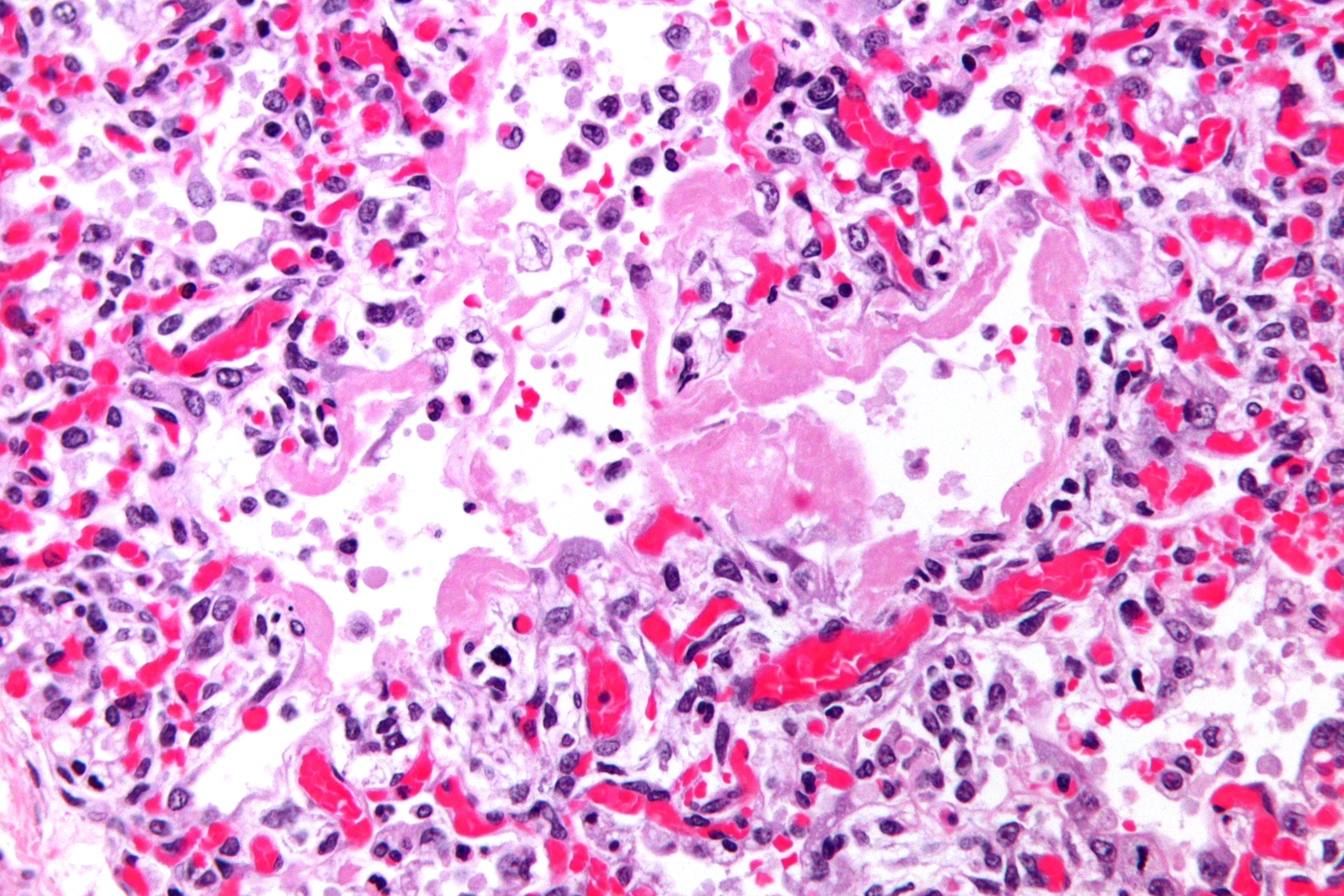
صورة مجهرية تظهر الأغشية الزجاجية، والتي هي علامة مميزة للتأذي السنخي المنتشر. الصورة باستخدام صبغة الهيماتوكسيلين والأيوزين.

التأذي السنخي المنتشر (بالإنجليزية: Diffuse alveolar damage)‏ هو نمط نسيجي في أمراض الرئة. يمكن مشاهدته في متلازمة الضائقة التنفسية الحادة وإصابة الرئة الحادة المتعلقة بنقل الدم والالتهاب الرئوي الخلالي الحاد.